# Kelly Berville
Kelly Mathurin Berville (Colombes, 5 gennaio 1978) è un ex calciatore francese, di ruolo difensore.